# Sân vận động Hindmarsh
Sân vận động Hindmarsh (tiếng Anh: Hindmarsh Stadium; hiện được gọi là Sân vận động Coopers do công ty Coopers Brewery có trụ sở tại Adelaide tài trợ) là một sân vận động đa năng ở Hindmarsh, một vùng ở phía tây ngoại ô Adelaide, Nam Úc. Đây là sân nhà của câu lạc bộ Adelaide United thuộc A-League.
Sân vận động có sức chứa 16.500 người, trong đó 15.000 chỗ được lắp ghế ngồi. Sân thường xuyên được lấp đầy khán giả trong các trận đấu của đội nhà Adelaide United, và trung bình có hơn 12.000 khán giả đến xem các trận đấu của đội trong mùa giải 2006–07 và mùa giải 2007–08. Adelaide United đã sử dụng sân vận động này cho các trận đấu trên sân nhà tại AFC Champions League 2008, AFC Champions League 2010 và AFC Champions League 2012. Nơi đây sẽ tổ chức một số trận đấu của Giải vô địch bóng đá nữ thế giới 2023.